# هاريسون فورد (ممثل)
هاريسون فورد (بالإنجليزية: Harrison Ford)‏ هو ممثل أمريكي، ولد في 16 مارس 1884 بكانساس سيتي في الولايات المتحدة، وتوفي في 2 ديسمبر 1957 في الولايات المتحدة بسبب حادث مرور.

## وصلات خارجية
- هاريسون فورد على موقع IMDb (الإنجليزية)
- هاريسون فورد على موقع ألو سيني (الفرنسية)
- هاريسون فورد على موقع أول موفي (الإنجليزية)
- هاريسون فورد على موقع قاعدة بيانات برودواي على الإنترنت (الإنجليزية)
- هاريسون فورد على موقع قاعدة بيانات الأفلام السويدية (السويدية)
- هاريسون فورد على موقع قاعدة بيانات الفيلم (الإنجليزية)
- هاريسون فورد على موقع كينوبويسك (الروسية)